# Arichanna furcifera
Arichanna furcifera là một loài bướm đêm trong họ Geometridae.